# 36-я сессия Комитета всемирного наследия ЮНЕСКО
36-я се́ссия Комите́та Всеми́рного насле́дия ЮНЕ́СКО проходила в Таврическом дворце в городе Санкт-Петербурге (Россия) с 22 июня по 6 июля 2012 года под председательством Элеоноры Митрофановой. На рассмотрение было представлено 36 номинаций в 33 странах мира. Кроме того, комитету предложено рассмотреть состояние 140 объектов всемирного наследия, включая 35 объектов из списка всемирного наследия, находящегося под угрозой.
В результате работы сессии список пополнился 26 новыми объектами. Впервые в список попали объекты, находящиеся на территории Конго, Палау, Государства Палестина и Чада. Кроме того, были внесены изменения в список всемирного наследия, находящегося под угрозой. Данный список пополнился пятью объектами, два объекта были из него исключены.
По состоянию на 7 июля 2012 года в списке находилось 962 объектов всемирного наследия из 157 стран мира. Список всемирного наследия, находящегося под угрозой, состоял из 38 объектов в 30 странах мира.
Все разделы списка упорядочены по номерам объектов.

## Объекты, внесённые в список всемирного наследия
| #  | Изображение | Название | Местоположение                   | №    | Критерии           |
| -- | ----------- | --- | -------------------------------- | ---- | ------------------ |
| 1  |             | Береговая линия Рио-де-Жанейро Rio de Janeiro: Carioca Landscapes between the Mountain and the Sea | Бразилия                         | 1100 | vi                 |
| 2  |             | Субак: ирригационно-храмовая система острова Бали как воплощение философии Три хита карана Cultural Landscape of Bali Province: the Subak System as a Manifestation of the Tri Hita Karana Philosophy | Индонезия                        | 1194 | ii, iii, v, vi     |
| 3  |             | Разукрашенные фермерские дома Хельсингланда Decorated Farmhouses of Hälsingland | Швеция                           | 1282 | v                  |
| 4  |             | Природный парк «Ленские столбы» Lena Pillars Nature Park | Россия                           | 1299 | viii               |
| 5  |             | Ртутные копи Альмадена и Идрии Heritage of Mercury. Almadén and Idrija | Словения · Испания               | 1313 | ii, iv             |
| 6  |             | Старый город Гран-Басам Historic town of Grand-Bassam | Кот-д’Ивуар                      | 1322 | iii, iv            |
| 7  |             | Западные Гхаты Western Ghats | Индия                            | 1342 | ix, x              |
| 8  |             | Крупнейшие угольные шахты Валлонии Major Mining Sites of Wallonia | Бельгия                          | 1344 | ii, iv             |
| 9  |             | Каменноугольный бассейн региона Нор — Па-де-Кале Nord-Pas de Calais Mining Basin | Франция                          | 1360 | ii, iv, vi         |
| 10 |             | Памятники жемчужного промысла в окрестностях Мухаррака Pearling, testimony of an island economy | Бахрейн                          | 1364 | iii                |
| 11 |             | Приграничный гарнизонный Элваш и его укрепления Garrison Border Town of Elvas and its Fortifications                                                                                                  | Португалия                       | 1367 | iv                 |
| 12 |             | Маркграфский оперный театр в Байройте Margravial Opera House Bayreuth | Германия                         | 1379 | i, iv              |
| 13 |             | Международный заповедник Санга Sangha Trinational | Республика Конго · ЦАР · Камерун | 1380 | ix, x              |
| 14 |             | Скалистые острова Южной лагуны Rock Islands Southern Lagoon | Палау                            | 1386 | iii, v, vii, ix, x |
| 15 |             | Палеонтологический заповедник Чэнцзян Chengjiang Fossil Site | Китай                            | 1388 | viii               |
| 16 |             | Археологический заповедник Шанду Site of Xanadu | Китай                            | 1389 | ii, iii, iv, vi    |
| 17 |             | Памятники антропогенеза у горы Кармель: пещеры Нахаль-Меарот / Вади-аль Мугара Sites of Human Evolution at Mount Carmel: The Nahal Me’arot / Wadi el-Mughara Caves                                    | Израиль                          | 1393 | iii, v             |
| 18 |             | Археологическое наследие долины Ленггонг Archaeological Heritage of the Lenggong Valley | Малайзия                         | 1396 | iii, iv            |
| 19 |             | Пятничная мечеть в Исфахане Masjed-e Jāmé of Isfahan | Иран                             | 1397 | ii                 |
| 20 |             | Башня Гонбад-э-Габус Gonbad-e Qabus | Иран                             | 1398 | i, ii, iii, iv     |
| 21 |             | Озёра Унианга (включая Йоа и Тели) Lakes of Ounianga | Чад                              | 1400 | vii                |
| 22 |             | Рабат исторический и современный Rabat, modern capital and historic city: a shared heritage | Марокко                          | 1401 | ii, iv             |
| 23 |             | Культурный ландшафт Гран-Пре в Новой Шотландии Landscape of Grand Pré | Канада                           | 1404 | v, vi              |
| 24 |             | Чатал-Хююк Neolithic Site of Çatalhöyük | Турция                           | 1405 | ii, iv             |
| 25 |             | Земли народа бассари Bassari Country: Bassari, Fula and Bedik Cultural Landscapes | Сенегал                          | 1407 | iv, vi             |
| 26 |             | Вифлеем: Базилика Рождества Христова и путь паломников — место рождения Иисуса Birthplace of Jesus: Church of the Nativity and the Pilgrimage Route, Bethlehem                                        | Государство Палестина            | 1433 | iv, vi             |

## Объекты, внесённые в список всемирного наследия, находящегося под угрозой
| # | Изображение | Название | Местоположение        | №    | Дата включения |
| - | ----------- | --- | --------------------- | ---- | -------------- |
| 1 |             | Томбукту Timbuktu | Мали                  | 119  | 1988           |
| 2 |             | Портобело и Сан-Лоренцо: укрепления на карибском побережье Панамы Fortifications on the Caribbean Side of Panama: Portobelo-San Lorenzo                        | Панама                | 135  | 1980           |
| 3 |             | Могила Аскиа Tomb of Askia | Мали                  | 1139 | 2004           |
| 4 |             | Ливерпуль — приморский торговый город Cultural site Liverpool — Maritime Mercantile City                                                                       | Великобритания        | 1150 | 2004           |
| 5 |             | Вифлеем: Базилика Рождества Христова и путь паломников — место рождения Иисуса Birthplace of Jesus: Church of the Nativity and the Pilgrimage Route, Bethlehem | Государство Палестина | 1433 | 2012           |

## Объекты, исключённые из списка всемирного наследия, находящегося под угрозой
| # | Изображение | Название                                                                               | Местоположение | №   | Дата включения в основной список | Дата включения в список объектов под угрозой уничтожения |
| - | ----------- | -------------------------------------------------------------------------------------- | -------------- | --- | -------------------------------- | -------------------------------------------------------- |
| 1 |             | Форт и сады Шалимара в Лахоре Fort and Shalamar Gardens in Lahore                      | Пакистан       | 171 | 1981                             | 2000                                                     |
| 2 |             | Рисовые террасы в Филиппинских Кордильерах Rice Terraces of the Philippine Cordilleras | Филиппины      | 722 | 1995                             | 2001                                                     |

## Карта
- — объекты, внесённые в список всемирного наследия
- — объекты, внесённые в список всемирного наследия, находящегося под угрозой
- — объекты, исключённые из списка всемирного наследия, находящегося под угрозой